# Diplodactylus galeatus
Diplodactylus galeatus är en ödleart som beskrevs av  Arnold Girard Kluge 1963. Diplodactylus galeatus ingår i släktet Diplodactylus och familjen geckoödlor. Inga underarter finns listade i Catalogue of Life.